# Silene akinfievii
Silene akinfievii là loài thực vật có hoa thuộc họ Cẩm chướng. Loài này được Schmalh. miêu tả khoa học đầu tiên.